# Fernando Richart Montesinos
Fernando Richart Montesinos (Castelló, 1858 - íd. 1884) fou un pintor del País Valencià.
Va cultivar la pintura d'història i costumista. Es va formar en l'Escola de Belles Arts de Sant Carles de València. Va participar en nombrosos certàmens artístics i mostres, va ser premiat amb medalla de plata en l'Exposició Provincial de 1879, organitzada per l'Ajuntament de València, i va obtindre el mateix guardó en la Nacional de Belles arts de 1884 pel llenç titulat "Entrada triomfal a València del rei don Jaume el Conqueridor (1238)" que conserva el Museu del Prado.